# Frank W.
Frank W. (* 1960) ist ein deutscher Staatsbürger, der wegen eines im Jahr 1982 begangenen Mordes in der DDR im Jahr 1985 von einem westdeutschen Gericht zu lebenslanger Haft und im Jahr 1994 wegen eines weiteren Mordes erneut lebenslänglich verurteilt wurde. Er ist medial als der sogenannte Zwei-Staaten-Mörder bekannt geworden.

## Herkunft und Vorgeschichte
Frank W. wuchs zunächst bei seiner alleinerziehenden Mutter in der Nähe von Stuttgart (Baden-Württemberg) auf. Im Frühjahr 1961, kurz vor dem Mauerbau, ging seine Mutter nach Kanada und gab ihn zu den Großeltern, die im Bezirk Magdeburg wohnten. Nach seinem Schulabschluss absolvierte er eine Ausbildung zum Tierwirt und war beruflich einige Jahre lang als Schäfer tätig. Er heiratete und hatte mit seiner Frau zwei Töchter und einen Sohn.

## Erster Mord und Flucht aus der DDR
Frank W. und sein Kollege Klaus J. (* 1947) überfielen am 8. Oktober 1982 den aus Völpke stammenden 24-jährigen Ingolf H., der als Schmuckhändler tätig war, auf einer Landstraße bei Eilsleben in seinem Auto, raubten ihn aus, wobei sie rund 24.800 Mark (DDR) erbeuteten, und erdrosselten ihn mit einem Kabel. Die Leiche vergruben sie auf einem Acker und das Auto versenkten sie, unweit vom Tatort, in einem See. Brigitte W., die Schwester von Ingolf H., gab zwei Tage später eine Vermisstenanzeige auf. Der Leichnam wurde jedoch erst im Juli 1983 nach einer monatelangen Suche von der Volkspolizei entdeckt.
Frank W. und Klaus J. gerieten bereits wenige Wochen später im Winter 1982 in dringenden Tatverdacht und wurden vorläufig festgenommen, aber aus Mangel an Beweisen zunächst wieder freigelassen. Frank W. flüchtete am 2. Januar 1983 in der Nähe von Hötensleben aus der DDR, wobei er von den Grenzsoldaten entdeckt, angeschossen und leicht verletzt wurde. Er kam mit mehreren Schusswunden an den Beinen in ein Krankenhaus in Helmstedt, wo er operiert wurde. Wenige Wochen später zog er nach Hamburg.
Im September 1983 wurde sein Komplize Klaus J. erneut verhaftet und im August 1984, ohne je ein Geständnis abgelegt zu haben, in einem Indizienprozess vom Bezirksgericht Magdeburg wegen Mordes an Ingolf H. zu einer lebenslangen Haftstrafe verurteilt. Die Ex-Frau von Frank W. wurde wegen erwiesener Beihilfe und Mitwisserschaft zum Mord zu vier Jahren Haft verurteilt, aber wegen guter Führung vorzeitig entlassen. Klaus J. wurde später ebenfalls wieder aus der Haft entlassen (Stand: 2017).

## Strafverfahren in der Bundesrepublik
Frank W. gab dem Hamburger Abendblatt als sogenannter „Erster DDR-Flüchtling des Jahres 1983“ ein Interview, was zu großer Empörung und diplomatischen Verwicklungen zwischen beiden deutschen Staaten führte. 
Die DDR-Justiz stellte Anfang 1984 einen Antrag auf Auslieferung. Frank W. wurde im Frühjahr 1984 erneut verhaftet und saß einige Monate in Untersuchungshaft in einem Hamburger Gefängnis. Im August 1984 wurde er wieder entlassen und der Antrag auf Auslieferung in die DDR von den westdeutschen Behörden abgelehnt. Die Sache ging daraufhin an den Bundesgerichtshof, wo entschieden wurde, dass der Fall doch vor einem westdeutschen Gericht verhandelt werden sollte. Im Oktober 1985 wurde Frank W. von einer Schwurgerichtskammer am Landgericht Hamburg wegen Mordes zu lebenslanger Freiheitsstrafe verurteilt.

## Zweiter Mord
Frank W. war ab Herbst 1985 in der Justizvollzugsanstalt Fuhlsbüttel (im Volksmund Santa Fu genannt) inhaftiert. 
Dort ermordete er den 51-jährigen Häftling Dieter J. im Januar 1994. Er mischte ihm in seiner Gefängniszelle zunächst Drogen in den Kaffee, strangulierte ihn dann und erstach ihn schließlich. Ab diesem Zeitpunkt wurde er in den deutschen Medien als der sogenannte „Zwei-Staaten-Mörder“ bekannt und genannt. Er hat zu dem zweiten Mord nie ein Geständnis abgelegt, wurde dann aber im Sommer 1994 in einem Indizienprozess vom Hamburger Landgericht erneut zu einer lebenslangen Haftstrafe verurteilt, die er in einem Gefängnis in Hamburg absitzt.
Im Jahr 2021 wurde er wegen erneuten Drogenkonsums in der Haft ambulant in einer forensischen Klinik therapiert.